# Champagnac-de-Belair
Pour les articles homonymes, voir Champagnac et Belair.
Champagnac-de-Belair [ʃɑ̃paɲak də bɛlɛʁ] est une commune française située dans le département de la Dordogne, en région Nouvelle-Aquitaine. De 1790 à 2015, la commune était le chef-lieu du canton de Champagnac-de-Belair.

## Géographie

### Généralités
La commune de Champagnac-de-Belair est située dans le nord du département de la Dordogne, en limite du Périgord central et du Ribéracois.
Cinq kilomètres au nord-nord-est de Brantôme et quinze kilomètres au sud de Nontron en distances orthodromiques, le bourg de Champagnac-de-Belair surplombe la vallée de la Dronne, sur sa rive gauche. Il est situé au croisement de la route départementale (RD) 83, axe nord-sud qui longe la vallée, et de la RD 82, qui traverse la commune d'est en ouest.
La commune est également desservie à l'est par la RD 3 et bordée au nord-ouest par la RD 675.
Entre Quinsac et Villars au nord et Condat-sur-Trincou au sud, le sentier de grande randonnée GR 361 traverse le territoire communal sur quatre kilomètres, en passant par le bourg.

### Communes limitrophes
Champagnac-de-Belair est limitrophe de six autres communes.
| Saint-Pancrace       | Quinsac              | Villars             |
|                      | Champagnac-de-Belair |                     |
| Brantôme en Périgord | Condat-sur-Trincou   | La Chapelle-Faucher |

### Géologie et relief

#### Géologie
Situé sur la plaque nord du Bassin aquitain et bordé à son extrémité nord-est par une frange du Massif central, le département de la Dordogne présente une grande diversité géologique. Les terrains sont disposés en profondeur en strates régulières, témoins d'une sédimentation sur cette ancienne plate-forme marine. Le département peut ainsi être découpé sur le plan géologique en quatre gradins différenciés selon leur âge géologique. Champagnac-de-Belair est située dans le troisième gradin à partir du nord-est, un plateau formé de calcaires hétérogènes du Crétacé.
Les couches affleurantes sur le territoire communal sont constituées de formations superficielles du Quaternaire et de roches sédimentaires datant pour certaines du Cénozoïque, et pour d'autres du Mésozoïque. La formation la plus ancienne, notée c2b, date du Turonien inférieur à moyen, composée de calcaire graveleux, puis calcaires crayeux bioclastiques à rudistes passant latéralement à des calcarénites. La formation la plus récente, notée CFp, fait partie des formations superficielles de type colluvions indifférenciées de versant, de vallon et plateaux issues d'alluvions, molasses, altérites. Le descriptif de ces couches est détaillé dans  les feuilles « no 734 - Nontron » et « no 735 - Thiviers » de la carte géologique au 1/50 000 de la France métropolitaine, et leurs notices associées,.

Carte géologique de Champagnac-de-Belair.

#### Relief et paysages
Le département de la Dordogne se présente comme un vaste plateau incliné du nord-est (491 m, à la forêt de Vieillecour dans le Nontronnais, à Saint-Pierre-de-Frugie) au sud-ouest (2 m à Lamothe-Montravel). L'altitude du territoire communal varie quant à elle entre 105 m,, se trouve à l'extrême sud, près du lieu-dit Verneuil, là où la Dronne quitte la commune pour servir de limite entre celles de Brantôme en Périgord et Condat-sur-Trincou, et 222 m, au nord-ouest, en bordure de la commune de Saint-Pancrace, près du lieu-dit la Tuilière.
Dans le cadre de la Convention européenne du paysage entrée en vigueur en France le 1er juillet 2006, renforcée par la loi du 8 août 2016 pour la reconquête de la biodiversité, de la nature et des paysages, un atlas des paysages de la Dordogne a été élaboré sous maîtrise d’ouvrage de l’État et publié en octobre 2020. Les paysages du département s'organisent en huit unités paysagères et 14 sous-unités. La commune fait partie du Périgord central, un paysage vallonné, aux horizons limités par de nombreux bois, plus ou moins denses, parsemés de prairies et de petits champs.
La superficie cadastrale de la commune publiée par l'Insee, qui sert de référence dans toutes les statistiques, est de 18,46 km2,,. La superficie géographique, issue de la BD Topo, composante du Référentiel à grande échelle produit par l'IGN, est quant à elle de 19,23 km2.

### Hydrographie

#### Réseau hydrographique
La commune est située dans le bassin de la Dordogne au sein du Bassin Adour-Garonne. Elle est drainée par la Dronne, le Trincou, le Libourny et un petit cours d'eau qui constituent un réseau hydrographique plus de 11,5 km de longueur totale,.
La Dronne, d'une longueur totale de 200,56 km, prend sa source dans la Haute-Vienne dans la commune de Bussière-Galant et se jette en rive droite de l'Isle — dont elle est le principal affluent — à Coutras en Gironde, au lieu-dit la Fourchée, face à la commune de Sablons,. Elle traverse la commune du nord au sud sur six kilomètres dont 550 mètres en limite de Condat-sur-Trincou.
Le Trincou, d'une longueur totale de 16,55 km, prend sa source dans la commune de Milhac-de-Nontron et se jette  dans la Côle en rive droite à Condat-sur-Trincou,. Il arrose la commune à l'est sur plus d'un kilomètre et demi.
Autre affluent de rive droite de la Dronne, le Libourny prend sa source dans l'ouest du territoire communal qu'il baigne sur près de quatre kilomètres.

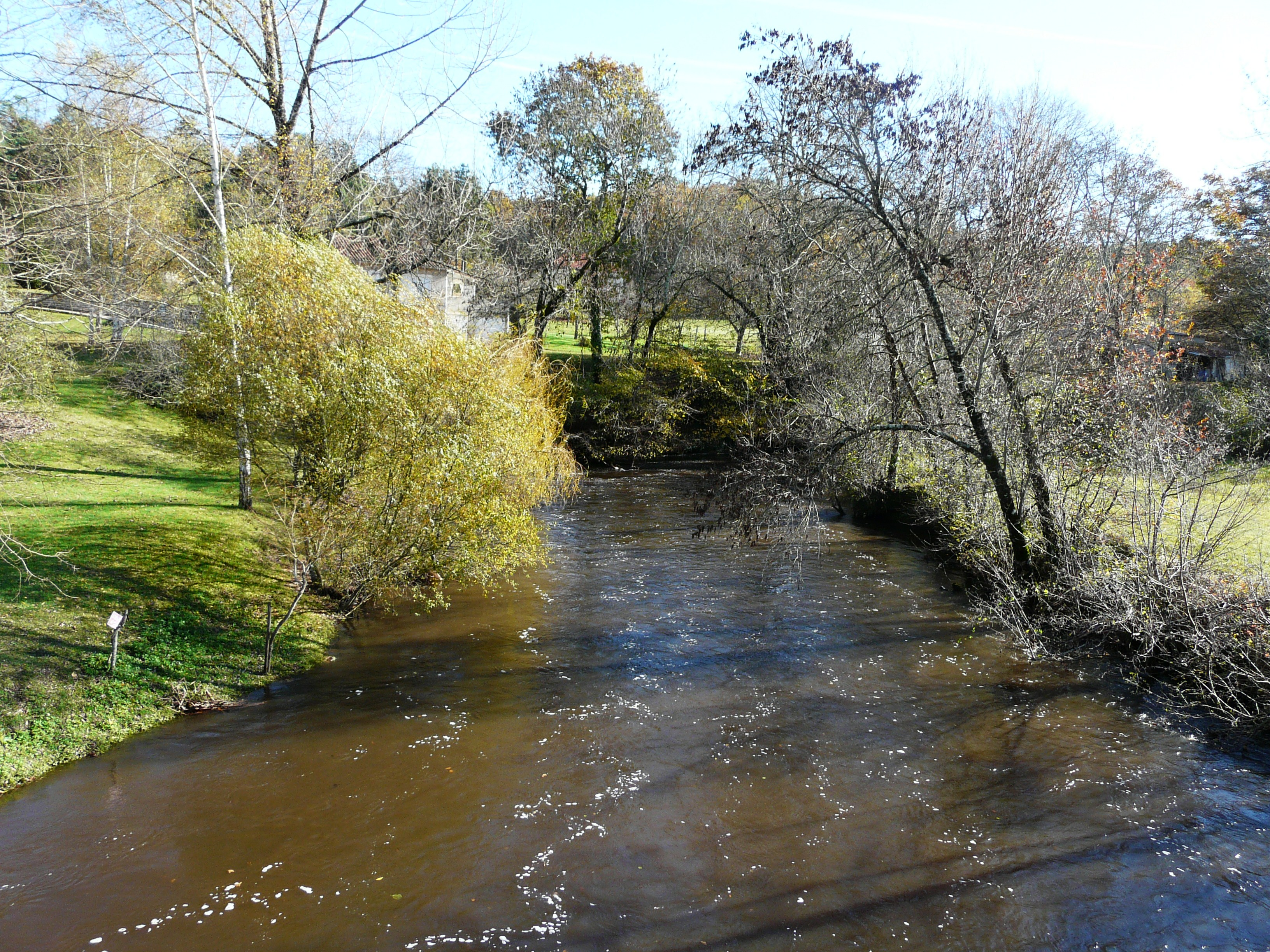
La Dronne au pont de Verneuil.
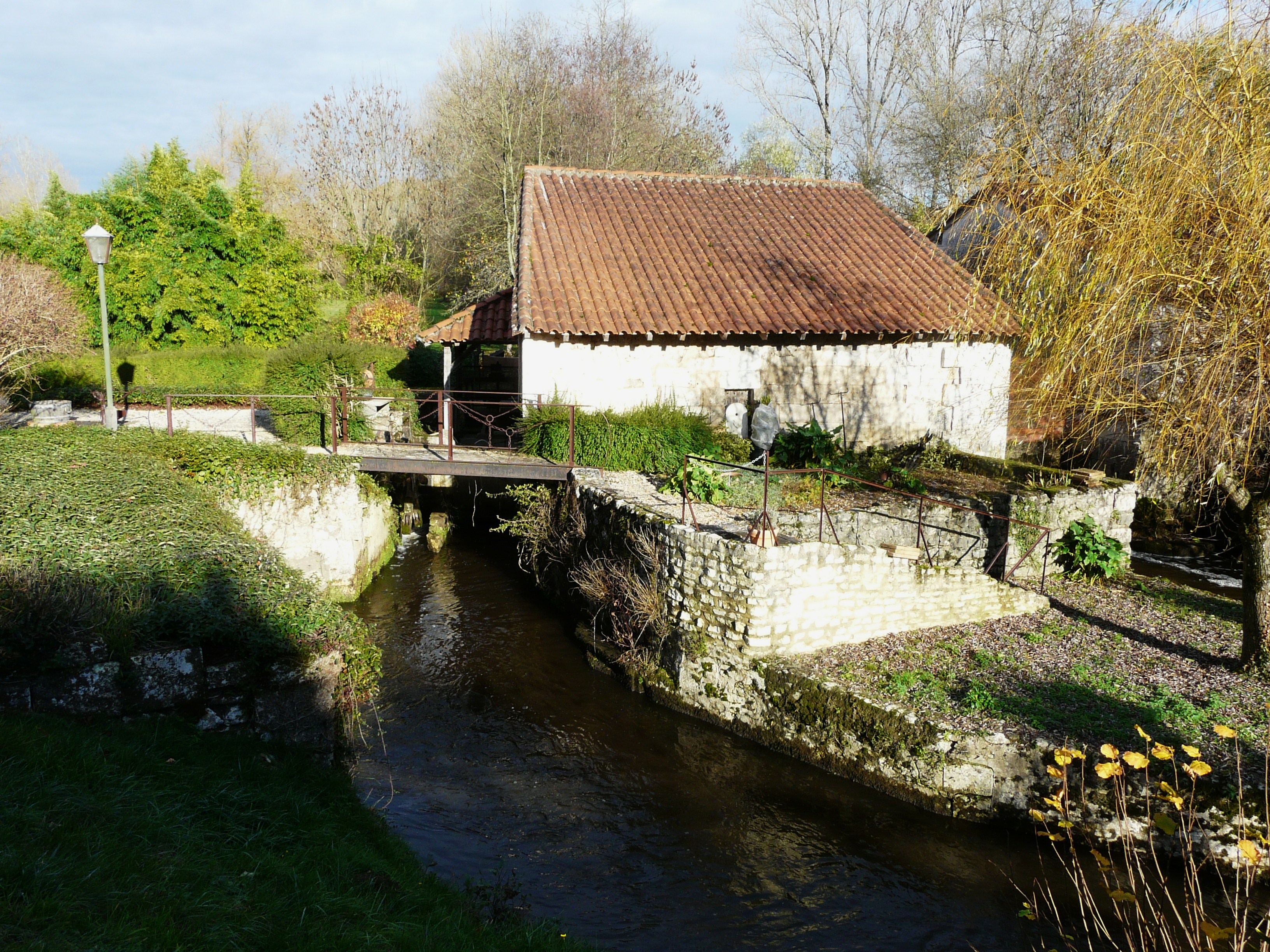
La dérivation de la Dronne au moulin de Racaud.
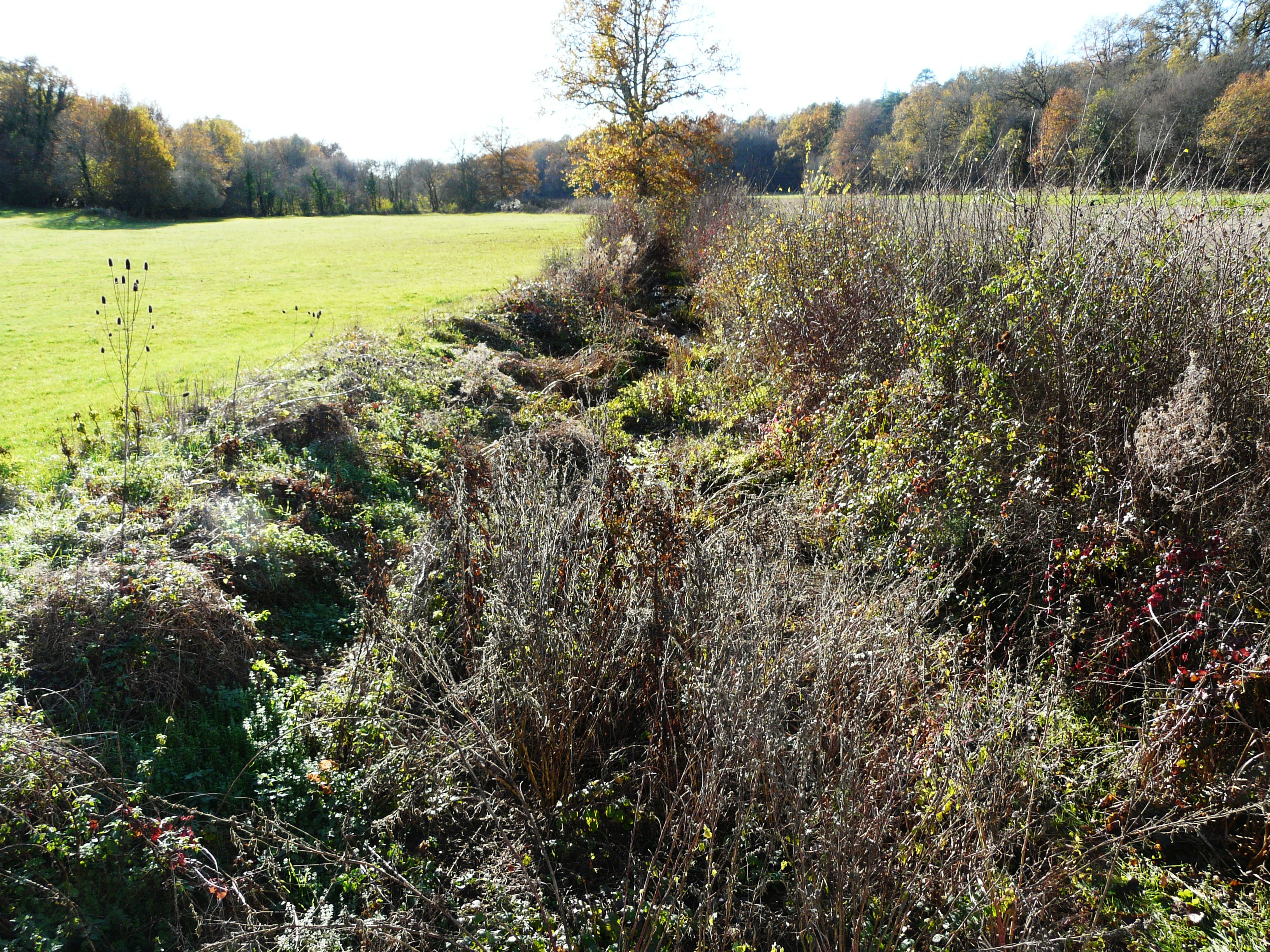
Le lit du Trincou presque à sec au pont de la RD 3 près de Lardailler.
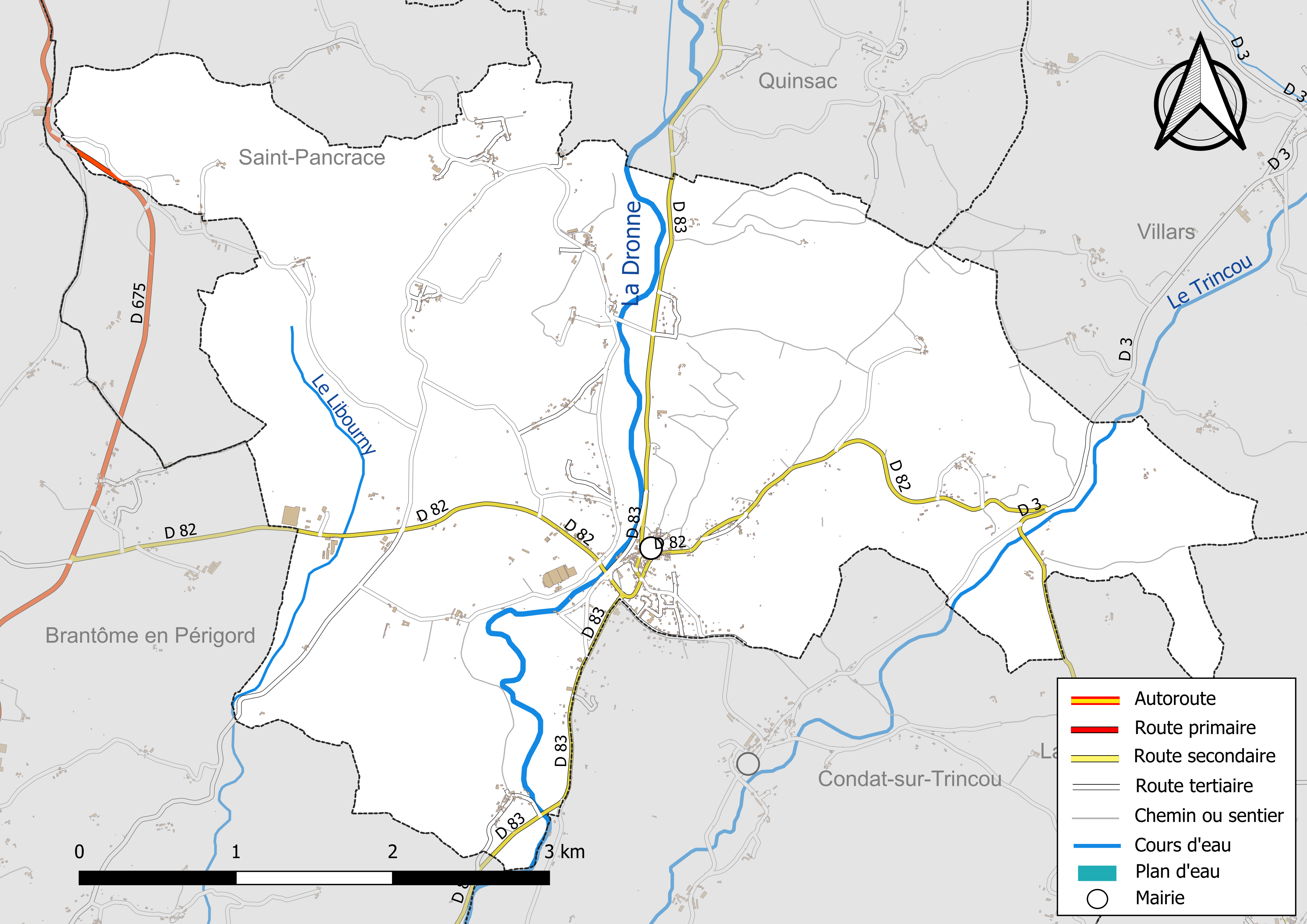
Réseaux hydrographique et routier de Champagnac-de-Belair.

#### Gestion et qualité des eaux
Le territoire communal est couvert par le schéma d'aménagement et de gestion des eaux (SAGE) « Isle - Dronne ». Ce document de planification, dont le territoire regroupe les bassins versants de l'Isle et de la Dronne, d'une superficie de 7 500 km2, a été approuvé le 2 août 2021. La structure porteuse de l'élaboration et de la mise en œuvre est l'établissement public territorial de bassin de la Dordogne (EPIDOR). Il définit sur son territoire les objectifs généraux d’utilisation, de mise en valeur et de protection quantitative et qualitative des ressources en eau superficielle et souterraine, en respect des objectifs de qualité définis dans le troisième SDAGE  du Bassin Adour-Garonne qui couvre la période 2022-2027, approuvé le 10 mars 2022.
La qualité des eaux de baignade et des cours d’eau peut être consultée sur un site dédié géré par les agences de l’eau et l’Agence française pour la biodiversité.

### Climat
Pour des articles plus généraux, voir Climat de la Nouvelle-Aquitaine et Climat de la Dordogne.
Historiquement, la commune est exposée à un climat océanique aquitain.  
En 2020, Météo-France publie une typologie des climats de la France métropolitaine dans laquelle la commune est exposée à un climat océanique altéré et est dans la région climatique  Aquitaine, Gascogne, caractérisée par une pluviométrie abondante au printemps, modérée en automne, un faible ensoleillement au printemps, un été chaud (19,5 °C), des vents faibles, des brouillards fréquents en automne et en hiver et des orages fréquents en été (15 à 20 jours).
Pour la période 1971-2000, la température annuelle moyenne est de 12,1 °C, avec  une amplitude thermique annuelle de 15 °C. Le cumul annuel moyen de précipitations est de 936 mm, avec 12,9 jours de précipitations en janvier et 7,1 jours en juillet. Pour la période 1991-2020, la température moyenne annuelle observée sur la station météorologique de Météo-France la plus proche, sur la commune de Saint-Martin-de-Fressengeas à 13 km à vol d'oiseau, est de 12,4 °C et le cumul annuel moyen de précipitations est de 1 050,4 mm,. 
La température maximale relevée sur cette station est de 38,9 °C, atteinte le 7 août 2020 ; la température minimale est de −11,8 °C, atteinte le 9 février 2012.
Pour afficher une liste d’indicateurs climatiques caractérisant la commune aux horizons 2030, 2050 et 2100 et pouvoir ainsi s'adapter aux changements climatiques, entrer son nom dans Climadiag-commune, un site de Météo-France élaboré à partir des nouvelles projections climatiques de référence DRIAS-2020.

## Urbanisme

### Typologie
Au 1er janvier 2024, Champagnac-de-Belair est catégorisée commune rurale à habitat dispersé, selon la nouvelle grille communale de densité à 7 niveaux définie par l'Insee en 2022.
Elle est située hors unité urbaine et hors attraction des villes,.

### Occupation des sols
L'occupation des sols de la commune, telle qu'elle ressort de la base de données européenne d’occupation biophysique des sols Corine Land Cover (CLC), est marquée par l'importance des territoires agricoles (51,2 % en 2018), en augmentation par rapport à 1990 (50,3 %). La répartition détaillée en 2018 est la suivante : 
forêts (46,2 %), zones agricoles hétérogènes (35,7 %), terres arables (13,1 %), zones urbanisées (2,7 %), prairies (2,4 %). L'évolution de l’occupation des sols de la commune et de ses infrastructures peut être observée sur les différentes représentations cartographiques du territoire : la carte de Cassini (XVIIIe siècle), la carte d'état-major (1820-1866) et les cartes ou photos aériennes de l'IGN pour la période actuelle (1950 à aujourd'hui).

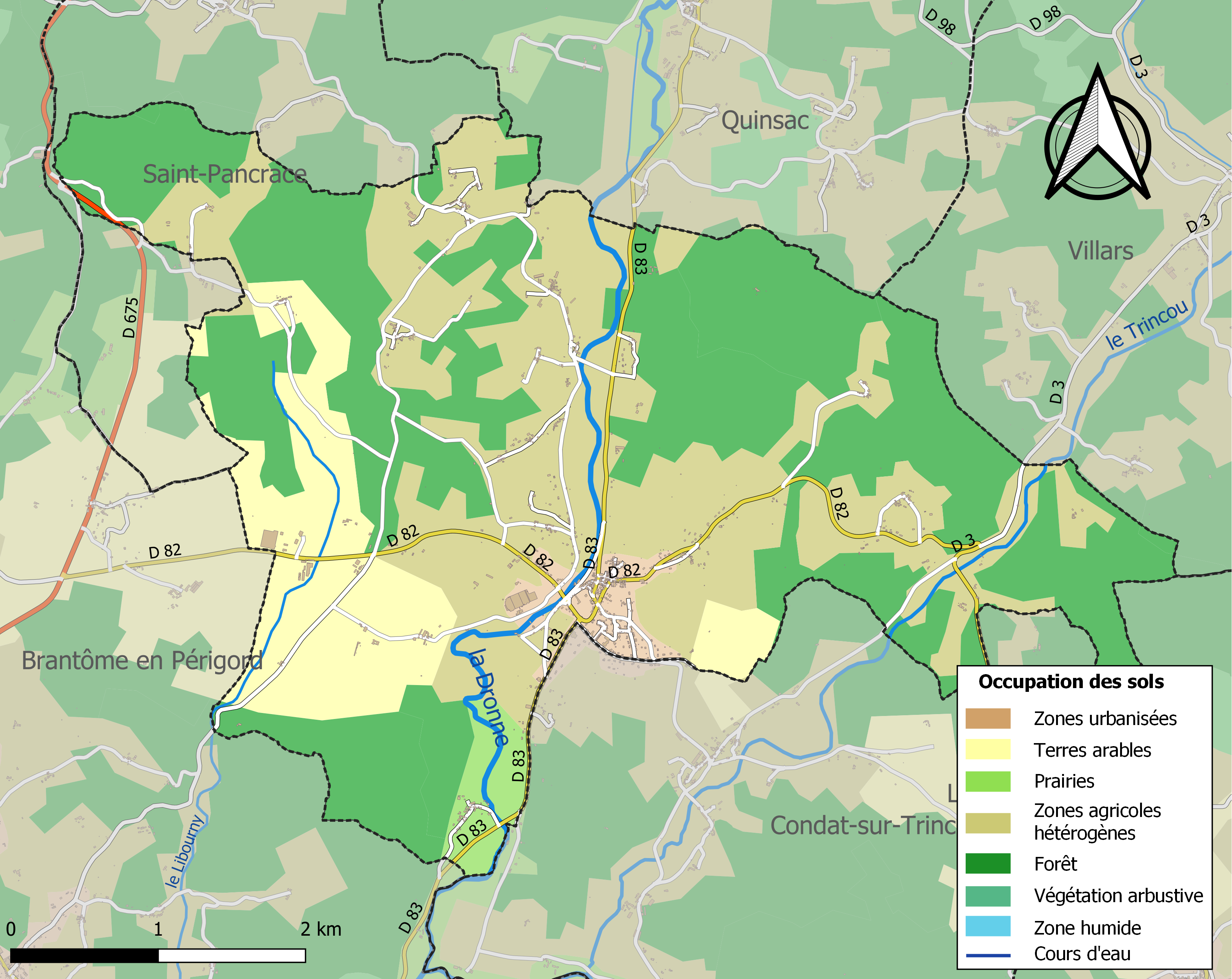
Carte des infrastructures et de l'occupation des sols de la commune en 2018 (CLC).

### Prévention des risques

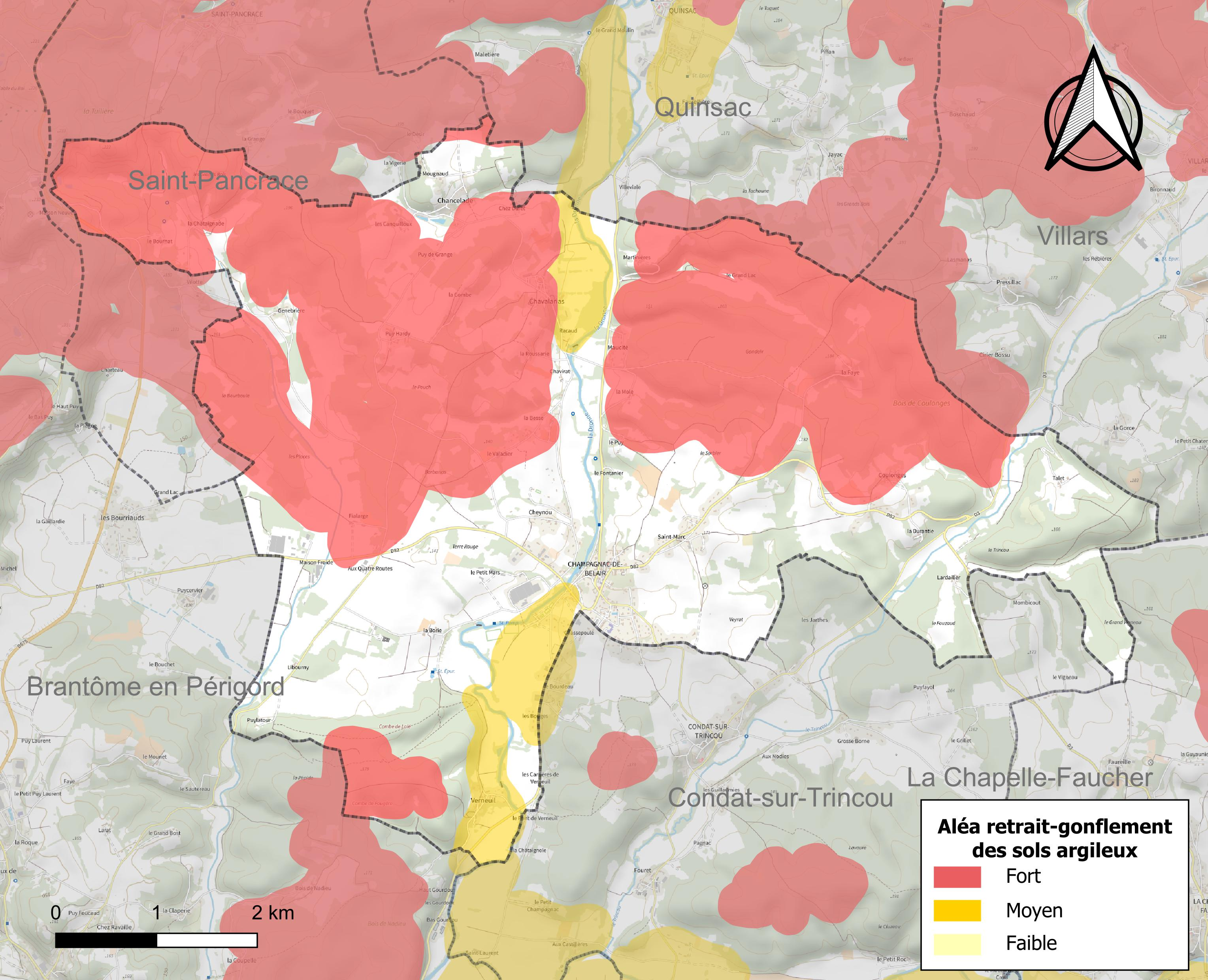
Carte des zones d'aléa retrait-gonflement des sols argileux de Champagnac-de-Belair.

Le territoire de la commune de Champagnac-de-Belair est vulnérable à différents aléas naturels : météorologiques (tempête, orage, neige, grand froid, canicule ou sécheresse), inondations, feux de forêts, mouvements de terrains et séisme (sismicité faible). Un site publié par le BRGM permet d'évaluer simplement et rapidement les risques d'un bien localisé soit par son adresse soit par le numéro de sa parcelle.
Certaines parties du territoire communal sont susceptibles d’être affectées par le risque d’inondation par débordement de cours d'eau, notamment la Dronne et le Trincou. La commune a été reconnue en état de catastrophe naturelle au titre des dommages causés par les inondations et coulées de boue survenues en 1982, 1983, 1993 et 1999,. Le risque inondation est pris en compte dans l'aménagement du territoire de la commune par le biais du plan de prévention des risques inondation (PPRI) de la « vallée de la Dronne », couvrant 19 communes et approuvé le 31 janvier 2014, pour les crues de la Dronne,.
Champagnac-de-Belair est exposée au risque de feu de forêt. L’arrêté préfectoral du 14 mars 2013 fixe les conditions de pratique des incinérations et de brûlage dans un objectif de réduire le risque de départs d’incendie. À ce titre, des périodes sont déterminées : interdiction totale du 15 février au 15 mai et du 15 juin au 15 octobre, utilisation réglementée du 16 mai au 14 juin et du 16 octobre au 14 février. En septembre 2020, un plan inter-départemental de protection des forêts contre les incendies (PidPFCI) a été adopté pour la période 2019-2029,.
Les mouvements de terrains susceptibles de se produire sur la commune sont des affaissements et effondrements liés aux cavités souterraines (hors mines) et des tassements différentiels. Afin de mieux appréhender le risque d’affaissement de terrain, un inventaire national permet de localiser les éventuelles cavités souterraines sur la commune. Le retrait-gonflement des sols argileux est susceptible d'engendrer des dommages importants aux bâtiments en cas d’alternance de périodes de sécheresse et de pluie. 56,1 % de la superficie communale est en aléa moyen ou fort (58,6 % au niveau départemental et 48,5 % au niveau national métropolitain). Depuis le 1er octobre 2020, en application de la loi ÉLAN, différentes contraintes s'imposent aux vendeurs, maîtres d'ouvrages ou constructeurs de biens situés dans une zone classée en aléa moyen ou fort,.
La commune a été reconnue en état de catastrophe naturelle au titre des dommages causés par la sécheresse en 2003 et par des mouvements de terrain en 1999.

## Toponymie

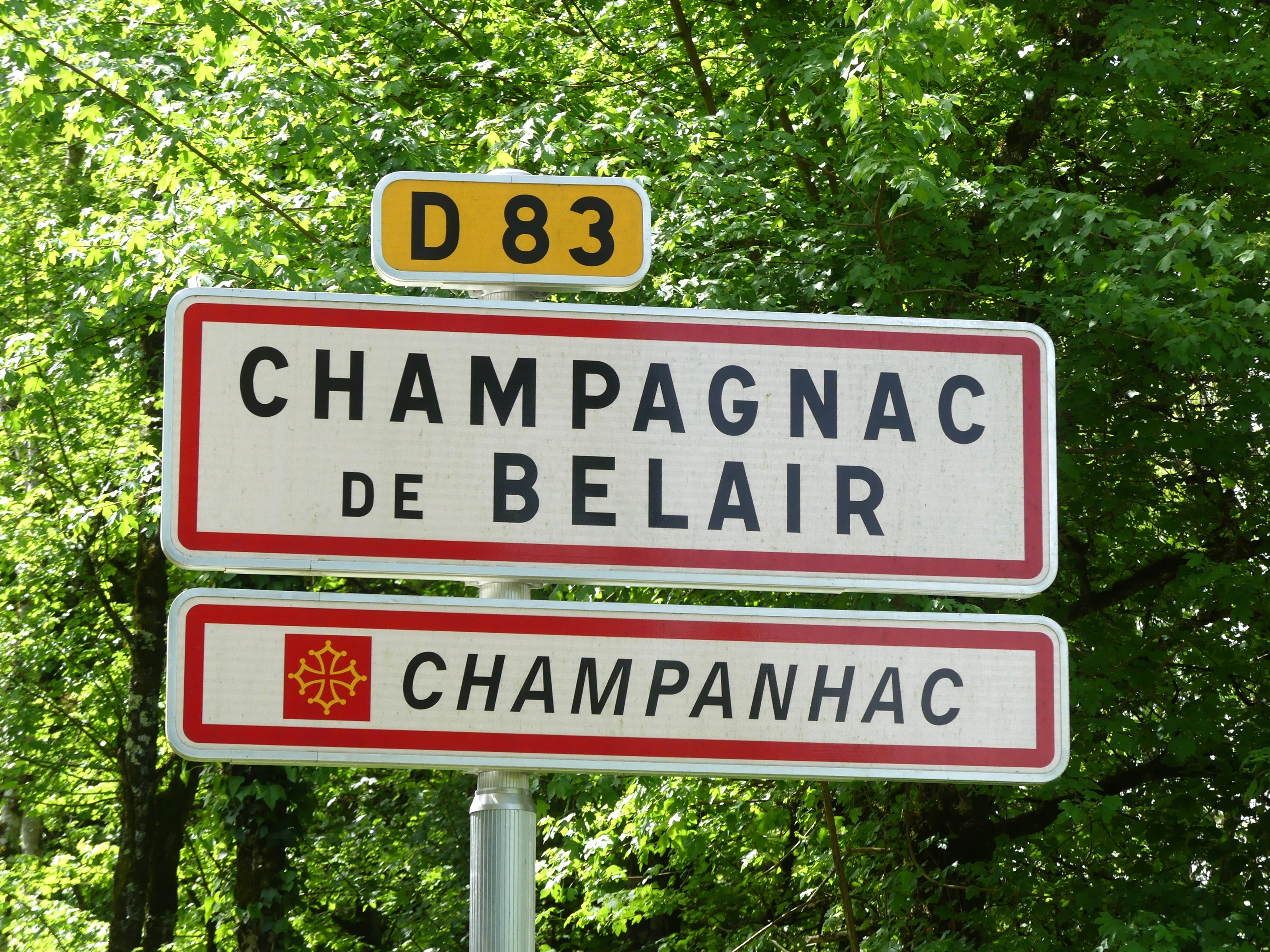
Panneau d'entrée au bourg en français et occitan.

Les premières mentions écrites connues du village datent de l'an 1380 sous les formes latines Campanhacum et Champanhacum. Il est dérivé du nom d'un personnage gallo-roman Campanius suivi du suffixe -acum indiquant la propriété, le tout représentant le « domaine de Campanius ».
La commune s'appelle d'abord Champagnac avant de devenir Champagnac-de-Bel-Air puis prendre son nom actuel Champagnac-de-Belair.
En occitan, la commune porte le nom de Champanhac,.

## Histoire
Le territoire de la commune a été occupé au Paléolithique puis a connu un habitat gallo-romain.
Au XIIIe siècle, Champagnac était le siège de l'archiprêtré de Condat regroupant vingt-sept paroisses : Cantillac, Champagnac, la Chapelle-Faucher, la Chapelle-Montmoreau, Condat, Eyvirat, Jumillac-le-Petit, Lempzours, Millac, Quinsac, Piomain, Saint-Angel, Saint-Clément, Saint-Clément-de-Cole, Saint-Crépin, Saint-Front-de-Champniers, Saint-Front-la-Rivière, Saint-Jean-de-Cole, Saint-Laurent-de-Gogabaud, Saint-Martin-de-Fressengeas, Saint-Nicolas-de-Rome, Saint-Pancrace, Saint-Pardoux, Saint-Pierre-de-Cole, Sensault, Vaunac et Vilars.
De 1747 à 1749, la peste emporte 278 habitants de la paroisse, soit entre 25 et 30 % de la population.
De 1891 à 1949, une ligne de tramways reliant Périgueux à Saint-Pardoux-la-Rivière desservait Champagnac-de-Belair. Il en reste le minuscule bâtiment de la gare en bord de Dronne.

## Politique et administration

### Rattachements administratifs et électoraux
Dès 1790, la commune de Champagnac-de-Belair est le chef-lieu du canton de Champagnac-de-Belair qui dépend du district de Nontron jusqu'en 1795, date de suppression des districts. En 1801, le canton dépend de l'arrondissement de Nontron.
Dans le cadre de la réforme de 2014 définie par le décret du 21 février 2014, ce canton disparaît aux élections départementales de mars 2015. La commune est alors rattachée au canton de Brantôme, renommé canton de Brantôme en Périgord en 2020.

### Intercommunalité
Fin 1996, Champagnac-de-Belair intègre dès sa création la communauté de communes du Pays de Champagnac-en-Périgord. Celle-ci est dissoute au 31 décembre 2013 et remplacée au 1er janvier 2014 par la communauté de communes Dronne et Belle.

### Administration municipale
La population de la commune étant comprise entre 500 et 1 499 habitants au recensement de 2017, quinze conseillers municipaux ont été élus en 2020,.

### Liste des maires
| Période                                  | Période       | Identité           | Étiquette   | Qualité                                                         |
| ---------------------------------------- | ------------- | ------------------ | ----------- | --------------------------------------------------------------- |
| Les données manquantes sont à compléter. |               |                    |             |                                                                 |
|                                          |               |                    |             |                                                                 |
| 17 mai 1896                              | mai 1929      | Émile Mazeau       |             | Cultivateur                                                     |
| mai 1929                                 | 1944          | Georges Bonnet     | Rad-soc     | Député                                                          |
| octobre 1944                             | octobre 1953  | Ferdinand Beyney   |             | Cultivateur                                                     |
| 1953                                     | 1994          | Bertrand Souquet   |             | Conducteur de chantier puis agent des travaux publics de l'État |
| mai 1994                                 | décembre 2006 | Michel Neveu       | DVD         |                                                                 |
| décembre 2006                            | mars 2014     | Bernard Naboulet   | SE puis DVG | Retraité                                                        |
| mars 2014                                | mai 2020      | Jean Claude Fagete | DVG         | Directeur d'école                                               |
| mai 2020                                 | En cours      | Gérard Lacoste     |             | Technicien supérieur de laboratoire                             |

## Équipements et services publics

### Enseignement
En 2012, la commune dispose d'une école maternelle et d'une école primaire. Organisée en regroupement pédagogique intercommunal (RPI), elle accueille les élèves de deux autres communes voisines : Cantillac et Condat-sur-Trincou.

### Justice
Dans le domaine judiciaire, Champagnac-de-Belair relève : 
- du tribunal judiciaire, du tribunal pour enfants, du conseil de prud'hommes et du tribunal de commerce de Périgueux ;
- du pôle Nationalité du tribunal judiciaire de Périgueux (compétent uniquement dans le domaine de la nationalité) ;
- de la cour d'appel, du tribunal administratif et de la  cour administrative d'appel de Bordeaux.

## Population et société

### Démographie
L'évolution du nombre d'habitants est connue à travers les recensements de la population effectués dans la commune depuis 1793. Pour les communes de moins de 10 000 habitants, une enquête de recensement portant sur toute la population est réalisée tous les cinq ans, les populations de référence des années intermédiaires étant quant à elles estimées par interpolation ou extrapolation. Pour la commune, le premier recensement exhaustif entrant dans le cadre du nouveau dispositif a été réalisé en 2004.

En 2022, la commune comptait 783 habitants, en évolution de +6,82 % par rapport à 2016 (Dordogne : +0,37 %, France hors Mayotte : +2,11 %).
| 1793 | 1800 | 1806 | 1821  | 1831  | 1836 | 1841 | 1846  | 1851  |
| ---- | ---- | ---- | ----- | ----- | ---- | ---- | ----- | ----- |
| 905  | 784  | 747  | 1 101 | 1 150 | 959  | 921  | 1 030 | 1 041 |

| 1856 | 1861 | 1866  | 1872 | 1876  | 1881  | 1886  | 1891 | 1896 |
| ---- | ---- | ----- | ---- | ----- | ----- | ----- | ---- | ---- |
| 994  | 982  | 1 041 | 983  | 1 028 | 1 076 | 1 025 | 995  | 952  |

| 1901 | 1906 | 1911 | 1921 | 1926 | 1931 | 1936 | 1946 | 1954 |
| ---- | ---- | ---- | ---- | ---- | ---- | ---- | ---- | ---- |
| 904  | 949  | 915  | 829  | 787  | 734  | 709  | 688  | 635  |

| 1962 | 1968 | 1975 | 1982 | 1990 | 1999 | 2004 | 2006 | 2009 |
| ---- | ---- | ---- | ---- | ---- | ---- | ---- | ---- | ---- |
| 584  | 590  | 557  | 606  | 658  | 685  | 736  | 738  | 699  |

| 2014 | 2019 | 2022 | - | - | - | - | - | - |
| ---- | ---- | ---- | - | - | - | - | - | - |
| 723  | 789  | 783  | - | - | - | - | - | - |

## Économie

### Emploi
En 2015, parmi la population communale comprise entre 15 et 64 ans, les actifs représentent 355 personnes, soit 48,6 % de la population municipale. Le nombre de chômeurs (quarante-deux) a augmenté par rapport à 2010 (vingt-neuf) et le taux de chômage de cette population active s'établit à 11,9 %.

### Établissements
Au 31 décembre 2015, la commune compte 73 établissements, dont trente-neuf au niveau des commerces, transports ou services, seize relatifs au secteur administratif, à l'enseignement, à la santé ou à l'action sociale, sept dans la construction, sept dans l'agriculture, la sylviculture ou la pêche, et quatre dans l'industrie.

### Entreprises
Tous secteurs confondus, parmi les entreprises dont le siège social est en Dordogne, la société « Dordogne logistique SAS » (entreposage et stockage non frigorifique) située à Champagnac-de-Belair se classe en 32e position quant au chiffre d'affaires hors taxes en 2015-2016, avec 1 432 k€.
Créée en 1955, la biscuiterie de Champagnac-de-Belair a fait partie du groupe LU-Danone qui l'a vendu à Champador en 2006, avant d'être reprise par la biscuiterie Saint-Michel en 2011. En mars 2022, elle emploie 300 personnes — dont 246 CDI — et prévoit d'en embaucher soixante supplémentaires dans l'année ; elle produit annuellement 13 500 tonnes de produits alimentaires, principalement des madeleines, des palmiers et des fonds de tartes ou de bouchées à la reine.

## Culture locale et patrimoine

### Lieux et monuments
- Château de la Borie Saulnier (ou château de Laborie) des XVIe et XVIIe siècles, reconverti en chambres d'hôtes[67].
- Église Saint-Christophe des XIVe et XVe siècles, inscrite aux monuments historiques depuis 1948[68].
- Chapelle Notre-Dame de Bon secours, XVIIIe siècle.
- Motte de la Môle. La motte est située au nord du village, entre la vallée de la Dronne et le sommet de la colline, au sommet d'une falaise d'une vingtaine de mètres de hauteur. Elle mesure environ 40 mètres de diamètre et est ceinte d'un « fossé circulaire où subsistent les substructions d'un bâtiment ». Son sommet, très érodé et perturbé par des mouvements de terrain, présente encore des traces de murs et d'excavation et à l'ouest l'ouverture d'un souterrain aménagé[69].

L'occupation du site est attesté dès la fin du XIIe siècle avec une monnaie de Richard Ier [1188-1199] avec, au droit : Ricardus en deux lignes, avec au-dessus une croisette, et au-dessous l'omega dégénéré, et au revers, croisette, Aguitanie, ainsi que d'autre artefacts (poteries décorées, deux clefs de fer…).

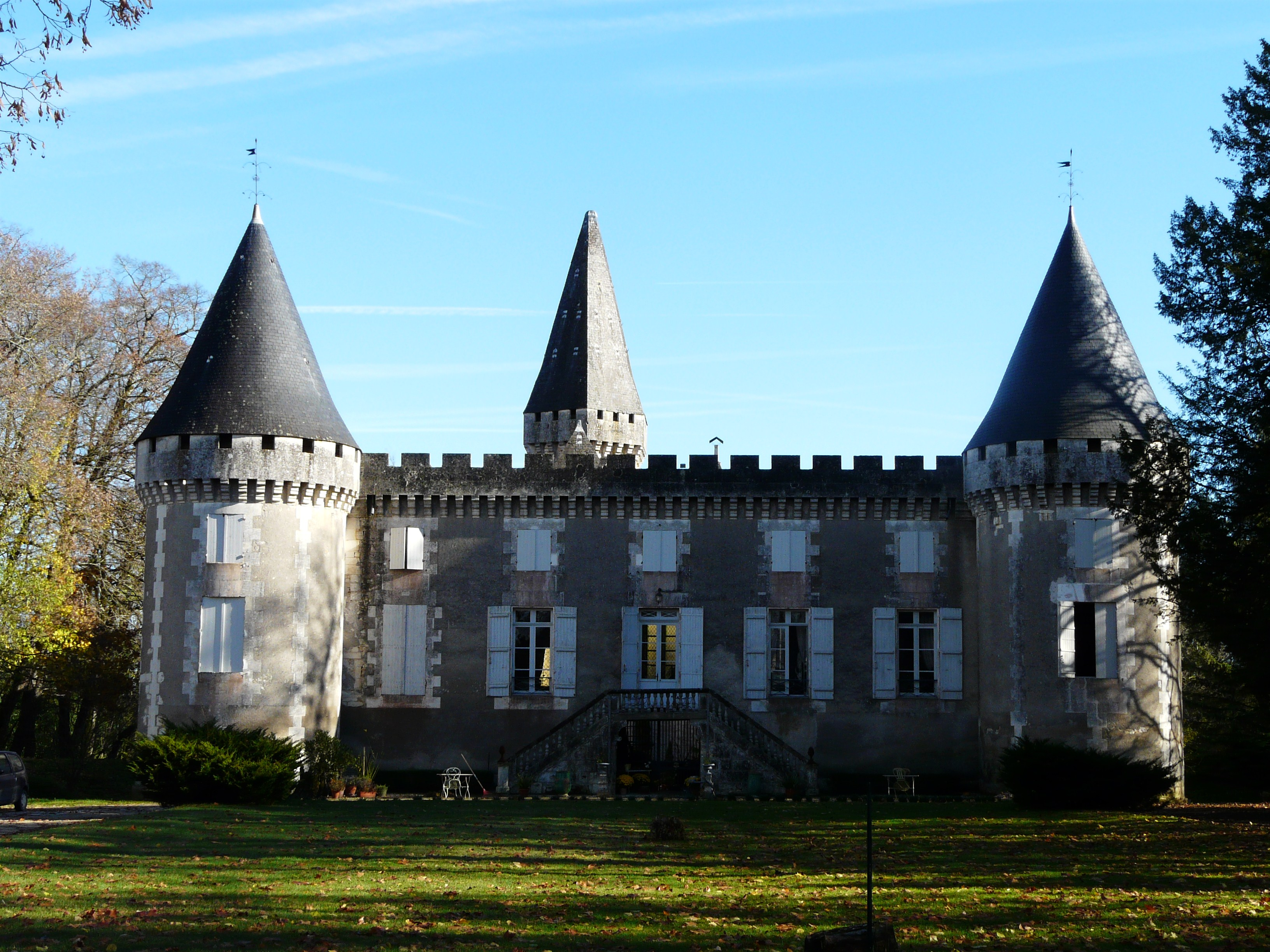
Le château de la Borie Saulnier.
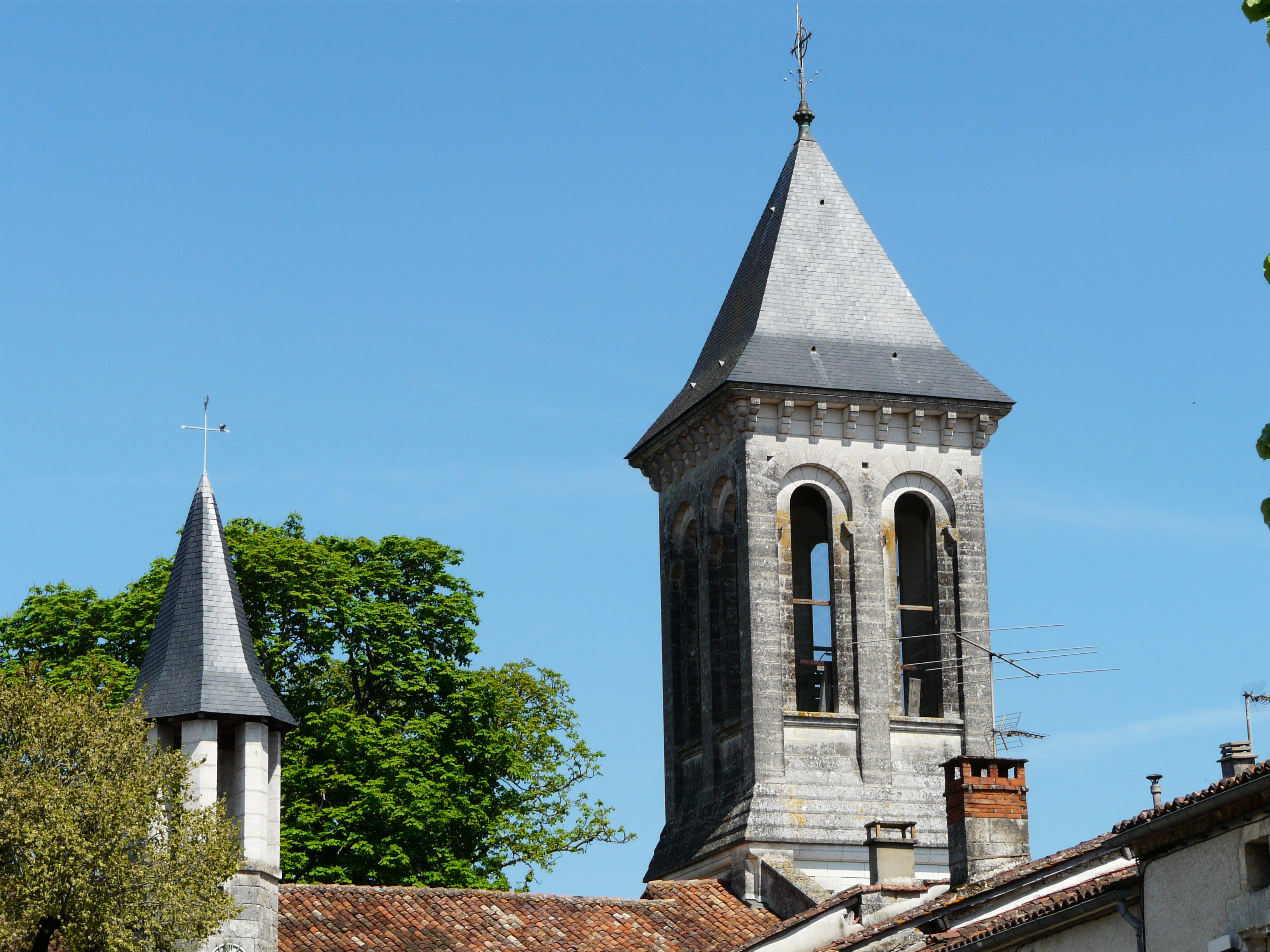
Les deux clochers de l'église.
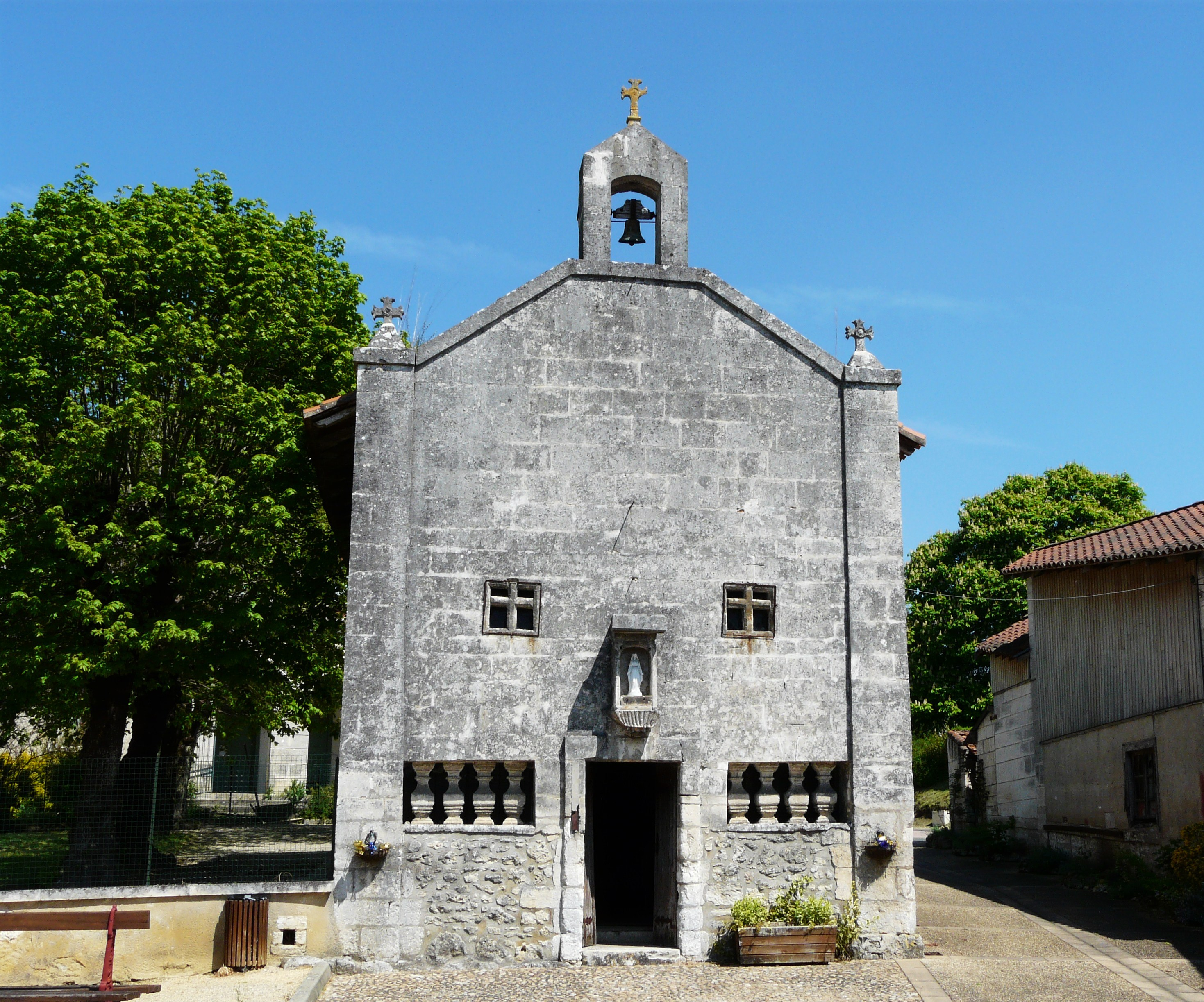
La chapelle Notre-Dame de Bon secours.
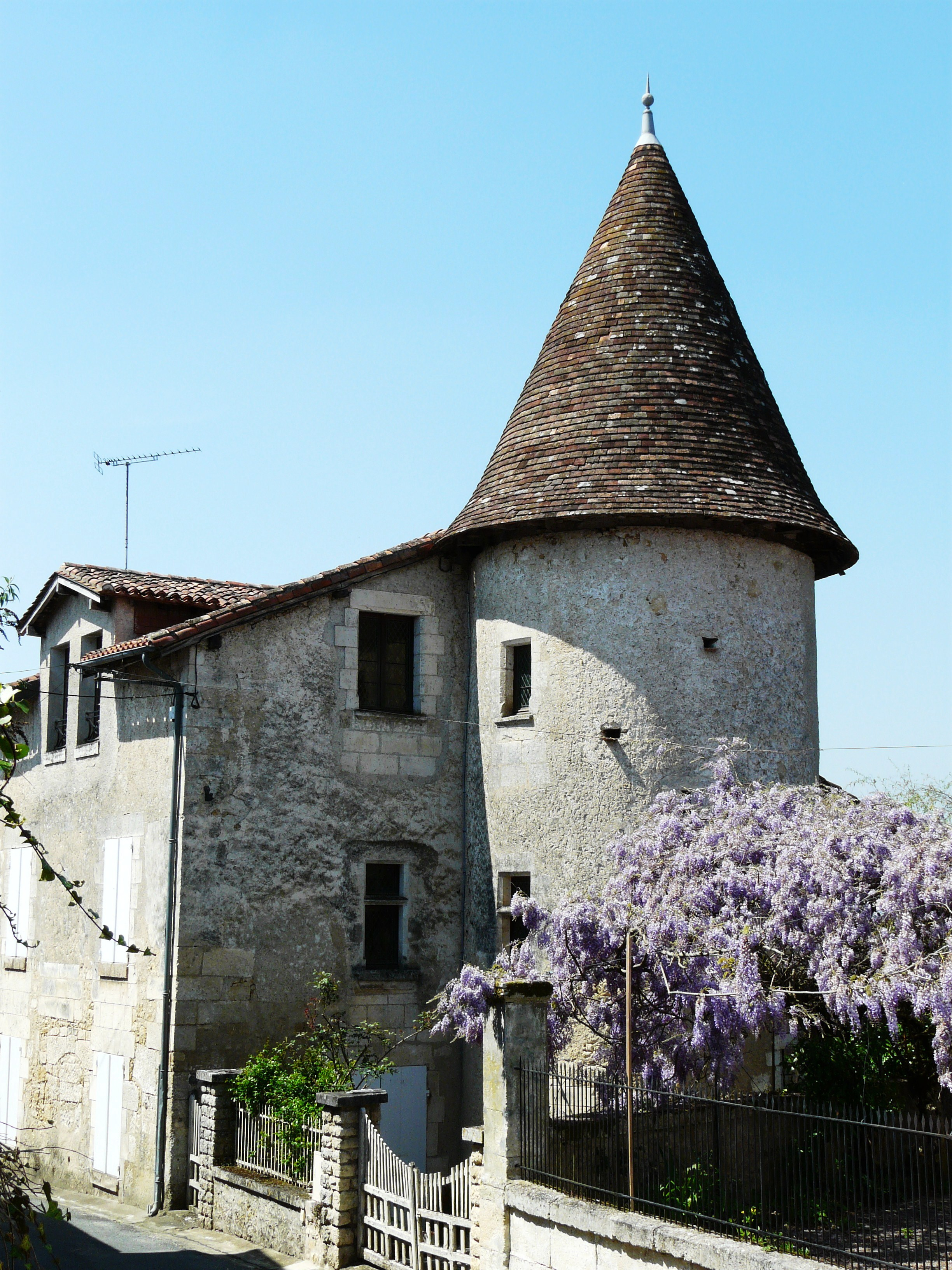
Une maison ancienne du bourg.

### Personnalités liées à la commune
- Jean Jules Sarlande (ou Albert Sarlande[70]) (1813 - 1888), maire d'Alger de 1858 à 1870[71], a acheté le château de la Borie Saulnier. Il est décédé dans son château le 1er décembre 1888.
- Son fils, François Albert Sarlande (1847 - 1913), député de la Dordogne de 1876 à 1881[72], est décédé dans sa propriété du château de la Borie Saulnier le 30 août 1913[Note 9],[73].
- Georges Bonnet (1889 - 1973), homme politique, député de la Dordogne de 1924 à 1940 et de 1956 à 1968, ministre à de nombreuses reprises entre 1925 et 1940, fut maire de Champagnac-de-Belair de 1929 à 1944.
- Charles Serre (1901-1953), résistant, homme politique, est mort à Champagnac-de-Belair.
- Christian Frémont (1942-2014), né à Champagnac-de-Belair, haut fonctionnaire.

### Héraldique
| Armes de Champagnac-de-Belair | Les armes de Champagnac-de-Belair se blasonnent ainsi : « De gueules à trois lionceaux d'or, au chef d'azur chargé de trois fleurs de lys d'argent surmontées d'un lambel de même, soutenu d'une devise ondée aussi d'argent chargée d'une truite au naturel. » |

## Pour approfondir